# تشاة بنه (مقاطعة فسا)
تشاة بنه (بالفارسية: چاه بنه) هي قرية تقع في قسم كوشك قاضي الريفي في إيران. يقدر عدد سكانها بـ 27 نسمة بحسب إحصاء 2016.